# El genio alegre
El genio alegre es una obra de teatro en tres actos de los Hermanos Álvarez Quintero, estrenada en el Teatro Odeón de Buenos Aires el 29 de septiembre de 1906.

## Argumento
En Alminar de la Reina, pequeño pueblo andaluz, Doña Sacramento Alcázar, marquesa de los Arrayanes, coincide con Don Eligio, administrador de sus propiedades. La vida disoluta que lleva el hijo de la primera, Julio, no resulta acorde con su posición y responsabilidades sociales. La austera vida en la casa de los Arrayanes se verá perturbada con la alegría que porta la llegada de Consolación, la sobrina de la marquesa, y su sirvienta Coralito.

## Personajes
- Don Eligio
- Antoñita
- Ambrosio
- Doña Sacramento
- Lucío
- Consolación
- Coralito
- Carmen
- Frasquita
- Salud
- Pandereta
- Pepe

## Representaciones destacadas

### Teatro
La obra se estrenó en España el 22 de enero de 1907  en el Teatro Español de Madrid por la compañía Guerrero-Díaz de Mendoza, la misma que la había estrenado unos meses antes en Buenos Aires. El elenco estuvo integrado por María Guerrero, Fernando Díaz de Mendoza, Nieves Suárez (Coralito), Felipe Carsi (Don Eligio), María Cancio (Doña Sacramento), Elena Salvador, José Santiago, Matilde Salvador, Catalina Bárcena.
Se trata de una de las piezas teatrales más representadas en España durante el primer tercio del siglo XX, y estuvo sobre los escenarios casi de manera continuada hasta 1930 pasando por los personajes de la obra las más importantes actrices españolas de la época. Entre otras, se hicieron cargo del montaje, sucesivamente, las compañías de Carmen Cobeña (1911), Margarita Xirgu (1912), Rosario Pino (1914), Josefina Díaz de Artigas (1924), Lola Membrives (1926) y Carmen Díaz (1928).
Tras la Guerra civil volvió a ponerse en escena en 1943 (con María del Pilar Ruste y Ricardo Alpuente); en 1953 (con María Bassó y María Esperanza Navarro); en 1954 (con Pepita Serrador, Ana Adamuz, Mariano Azaña, Pastor Serrador y Luisa Sala); y en 1960 (dirigida por José Tamayo y con los actores Conchita Montijano, Carmen López Lagar, Ángeles Hortelano, Arturo López, Ángel de la Fuente y Javier Loyola).

### Ópera

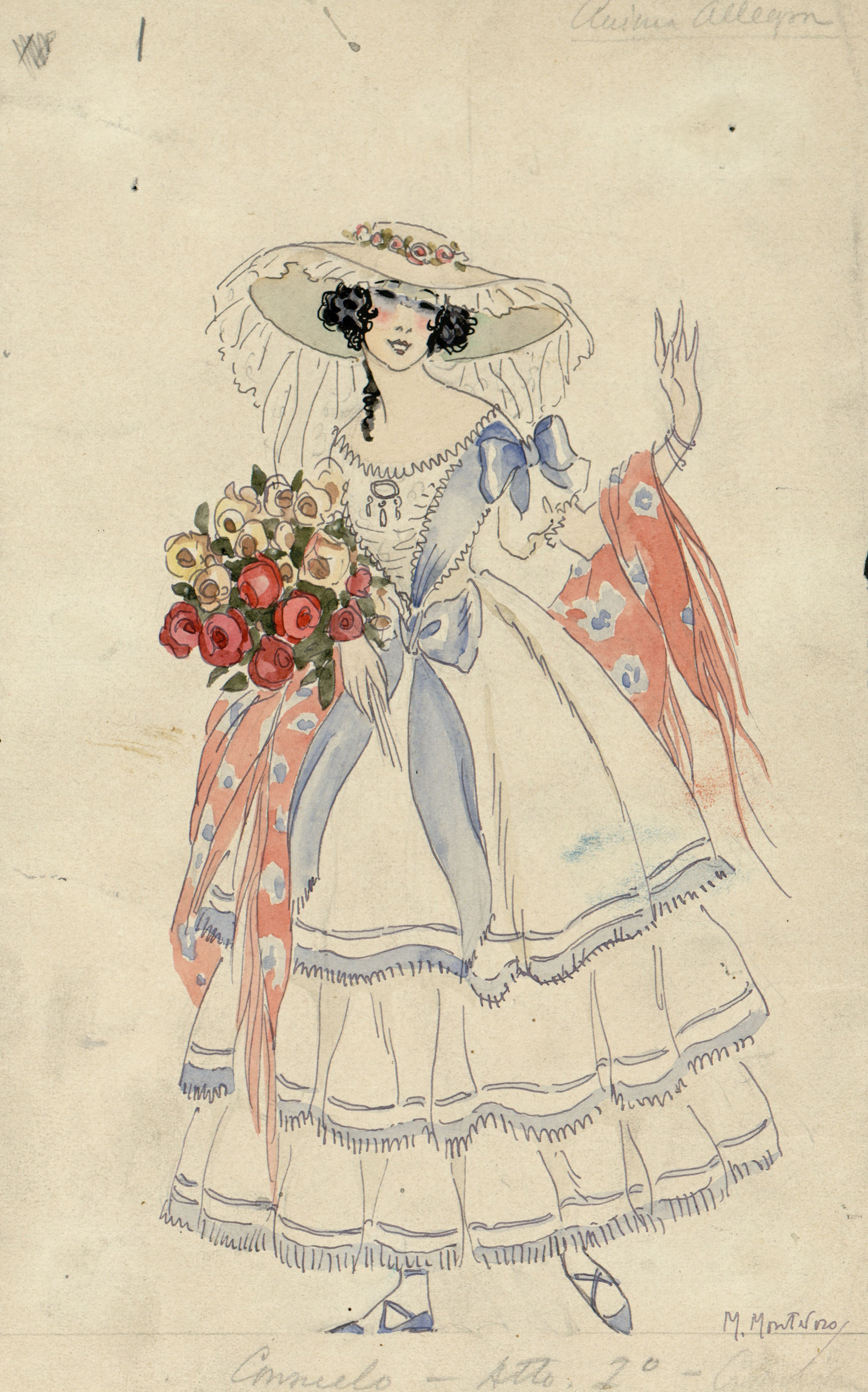
Consuelo (soprano), boceto de Marco Montedoro para Anima allegra, música de Franco Vittadini (1921). Archivio Storico Ricordi

Con libreto de la obra, el compositor italiano Franco Vittadini le puso música, convirtiéndola en la Ópera Anima allegra, estrenada en 1921.

### Cine
Hay dos versiones cinematográficas. La primera, de 1939, de Fernando Delgado, con Concha Catalá (Doña Sacramento), Rosita Díaz Gimeno (Consolación), Leocadia Alba (Frasquita), Alberto Romea (Don Eligio), Antonio Vico (Lucío), Fernando Fernández de Córdoba (Julio), Lolita Astolfi (Coralito) y Erasmo Pascual.
La segunda se estrenó en 1957. La dirigió Gonzalo Delgrás, con actuación de Ángel Álvarez Fernández, Marujita Díaz, José Riesgo, Rafael Arcos, Julio Riscal, Juanita Azores y María Francés.

### Televisión
Televisión española emitió dos versiones especialmente grabadas para TV, dentro del espacio Estudio 1. 
- La primera, el 11 de junio de 1971,[14] con Marta Puig, Carlos Larrañaga, Miguel Ángel y Nélida Quiroga.

- La segunda, el 27 de enero de 1980,[15] con dirección de Gabriel Ibáñez, fue interpretada por Pedro Osinaga, María Kosty, Mary González, Nélida Quiroga, Carmen Rossi, Enrique San Francisco, Jesús Enguita y Luisa Armenteros.